# 鲁超
鲁超，浙江会稽人，是一名清朝政治人物。
鲁超曾于1676年接替刘名标任松江府知府一职，1686年由朱雯接任。